# Erdenet Mining Company
La Erdenet Mining Company est une entreprise mongole, créée en 1978. Celle-ci comprend plusieurs composantes dont Erdenet Concern.

## Erdenet Concern
La Erdenet Concern est une coentreprise russo-mongole, créée en 1995, qui a une grande importance dans l'économie de la Mongolie. L'entreprise est spécialisée dans l'extraction du cuivre. Elle est contrôlée par 49 % de capitaux russes, les 51 % restants échéant au gouvernement mongol.
L'extraction de minerai a commencé en 1978 ; la mine a été exploité par un combinat et avec l'apport de la technologie soviétique. Une extraction annuelle de 4 millions de tonnes était alors prévue.
À la suite de l'effondrement de l'Union soviétique et du relatif désintérêt russe pour la compagnie durant la présidence d'Eltsine, un plan de modernisation complète en 1994 s'étalant sur une période de dix ans a été adopté.
En 2007, 27,7 millions de tonnes de minerai ont été extraits.

## Voir aussi

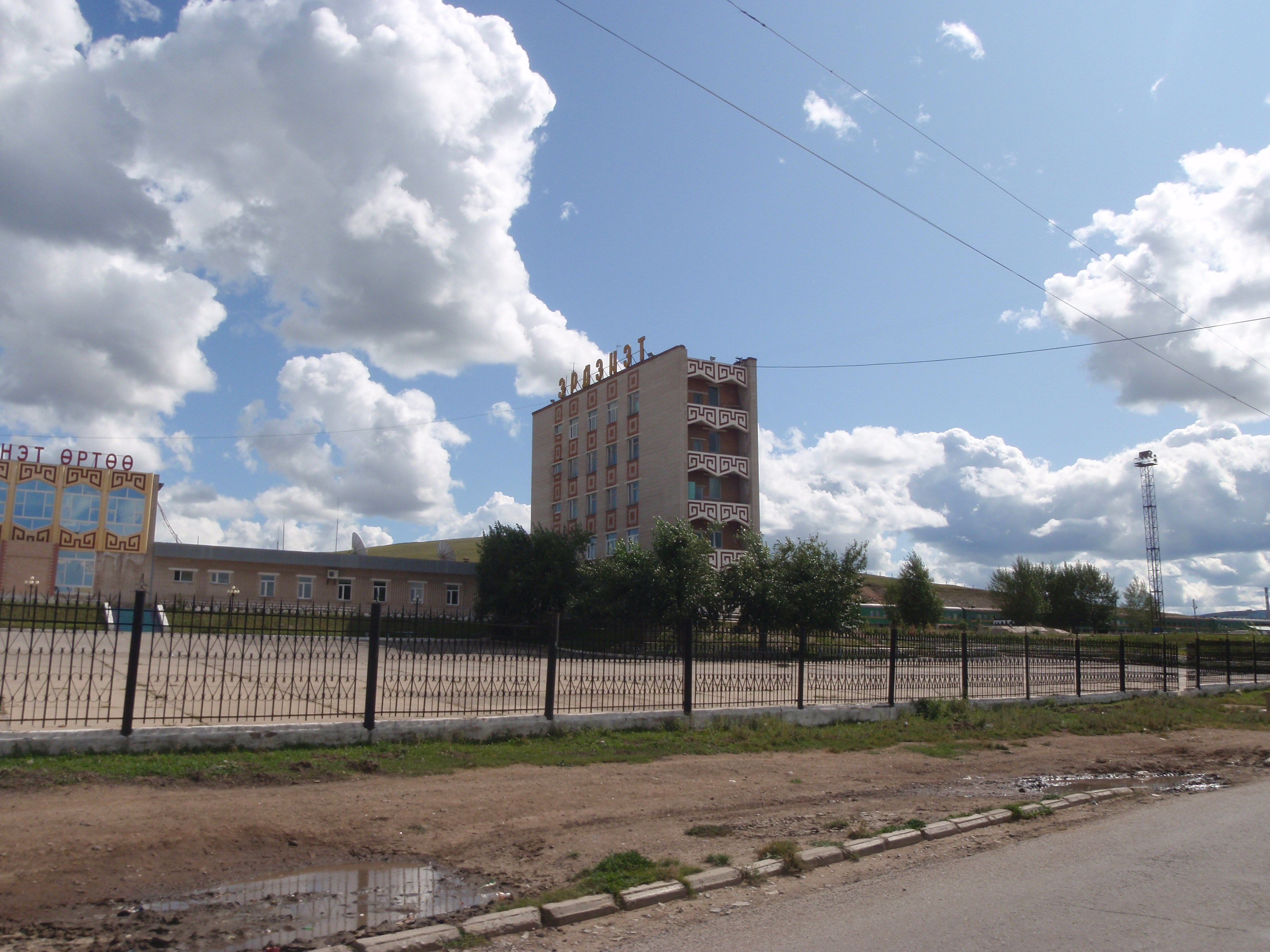
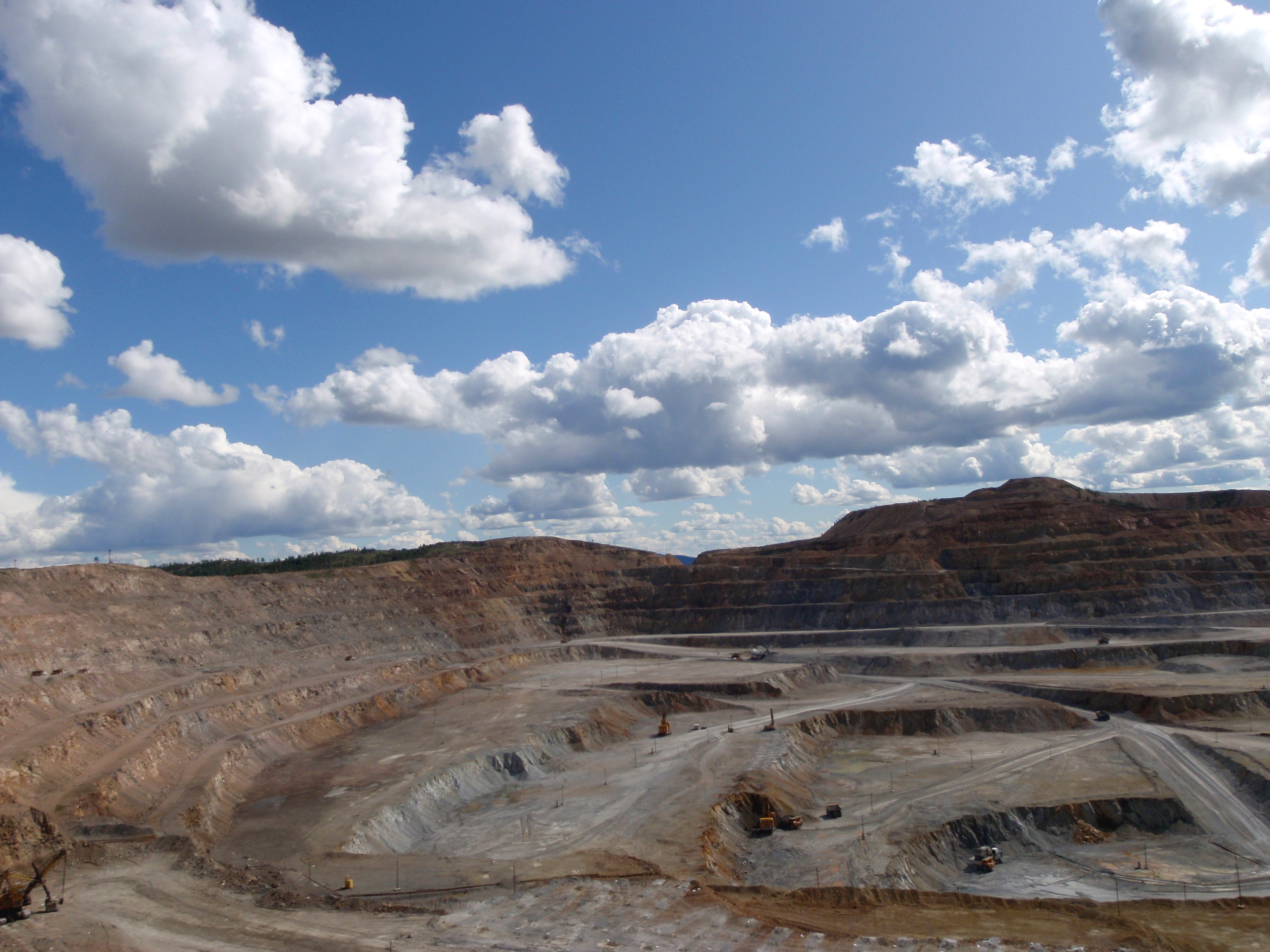
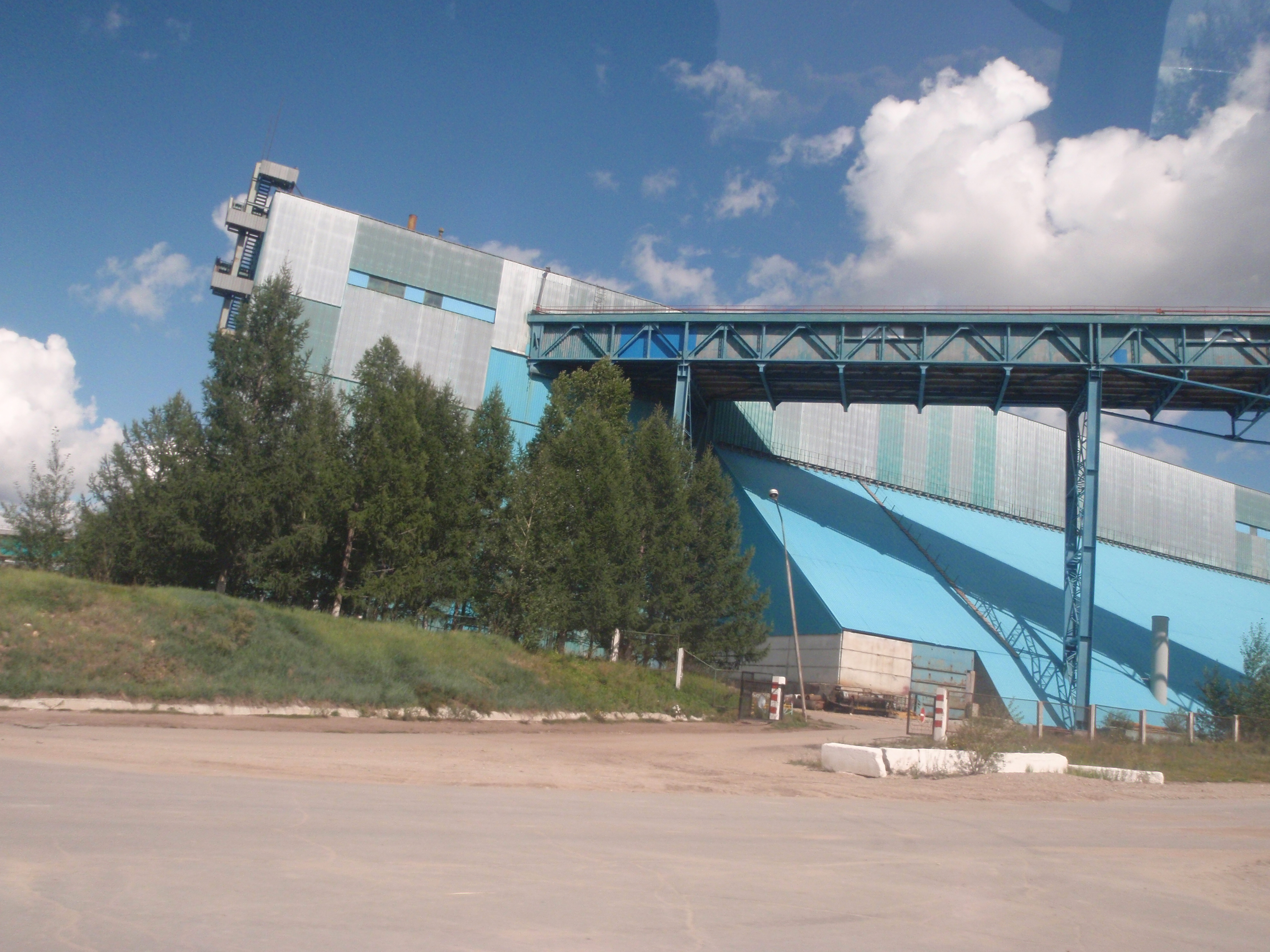
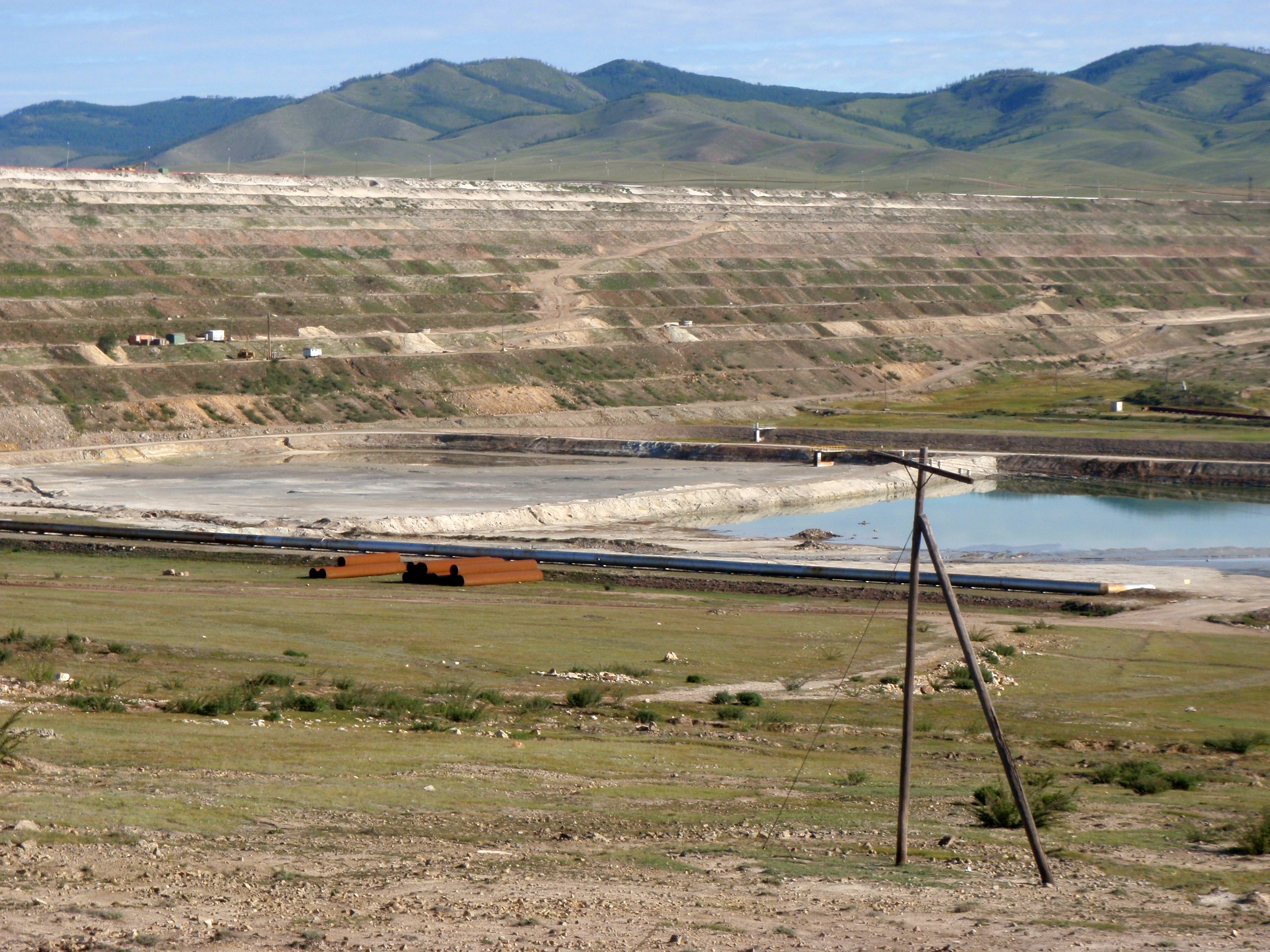
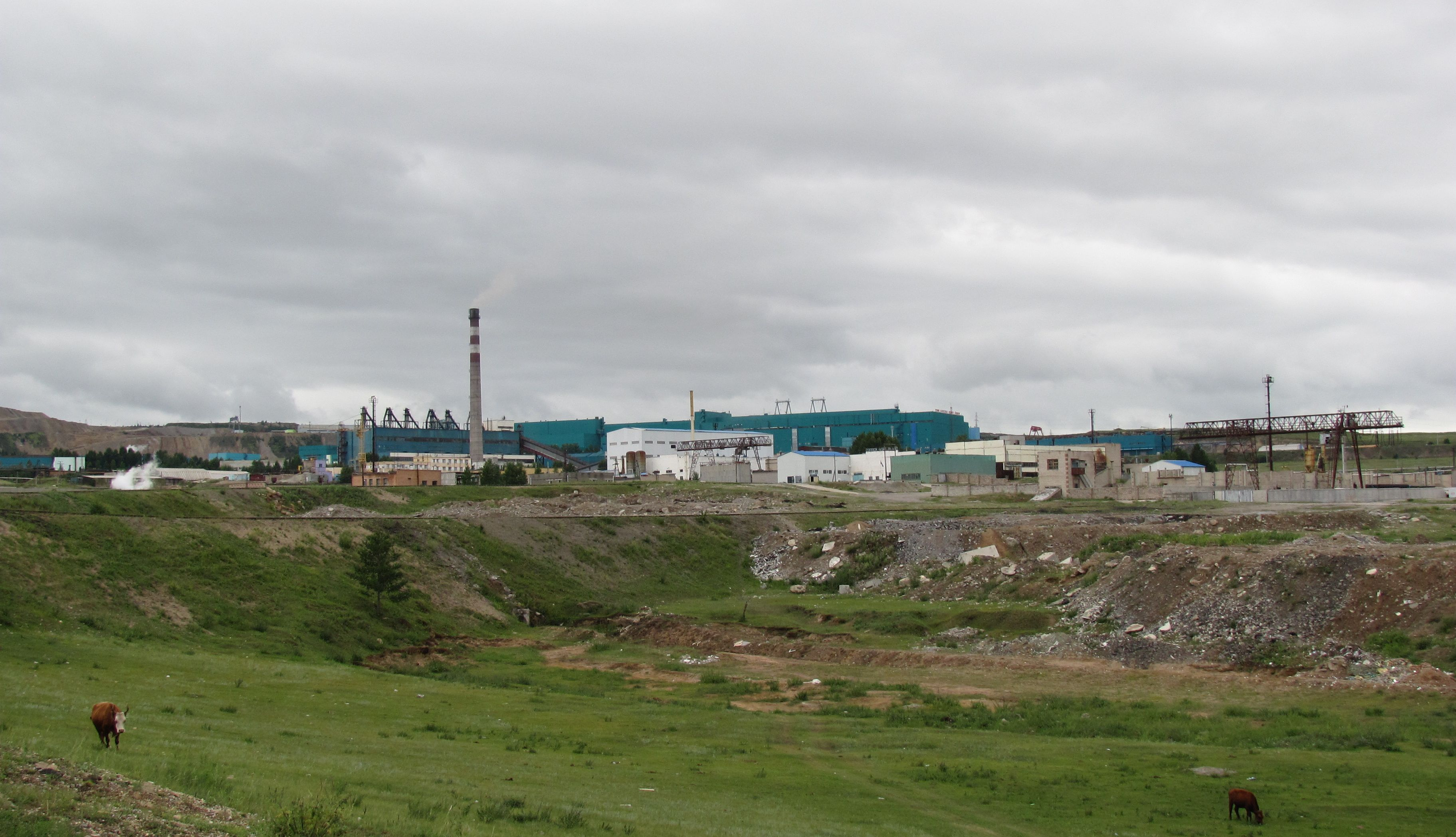